# Carybdeida
Carybdeida (anteriormente chamada Cubomedusae) é uma ordem de cnidários da classe Cubozoa.